# Federico Mazzucchelli
Federico Mazzuchelli (Brescia, 25 octobre 1747 - Milan, 28 janvier 1805) est un comte italien né à Brescia en Lombardie. Homme politique, il est aussi un écuyer notoire qui publia en 1802 un traité d'équitation, Elementi di cavallerizza.

## Biographie
Né en 1747, plus jeune fils du comte Gianmaria Mazzuchelli Federico Mazzuchelli est le descendant d’une des familles les plus importantes de Brescia. Il fait ses études à Rome montrant dès son plus jeune âge une passion pour l’équitation. Dans une lettre datant de cette époque et adressée à son père, il se plaint « qu’à force de monter à cheval, tous ses pantalons sont usés ». Il lui demande de verser une provision au fournisseur de cuirs afin qu’il lui porte un nouveau lot de pantalons en cuir noir.
Plus âgé, Federico Mazzuchelli est un ardent Jacobin si bien qu’en mai 1794, il est arrêté alors qu’il est en train de quitter le théâtre de sa ville natale pour avoir participé à des réunions politiques. Avec Carlo Arici, qui lui-même se disait ex-noble, Mazzuchelli est en fait le chef le plus résolu du parti Jacobin qui se retrouvait à Brescia dans un cercle appelé Bon Amis. Il fut condamné à rester en prison dans le Château de San Felice jusqu’à la fin septembre. La prison ne décourage pas sa passion politique. Trois années plus tard, alors que Napoléon approche, en qualité de président du Comité de Supervision et de Police, il signe une proclamation en faveur d’une Italie libre dans laquelle il exhorte à l’unité de l'Italie dans une république. Il espérait réaliser celle-ci avec l’aide de Bonaparte . L’histoire ne fut pour lui que désillusions. Il se retira de toutes fonctions politiques et retourna à ses chevaux tant aimés. Il meurt le 28 janvier 1805. Même sa mort advint sous le signe de l’équitation, il décède, en train de monter,  d’un accident apoplectique brutal.

## Un maître de Baucher?
La date de sa mort permet de réfuter l’hypothèse qui a été émise de sa relation avec François Baucher, notamment par le Général Decarpentry, auteur en 1948 d’une biographie réputée du maître français. Quand il était jeune, François Baucher fit son apprentissage équestre en Italie où il suivit son oncle qui était responsable des écuries du prince Camillo Borghese.  Decarpentry suggère que durant cette période, la curiosité du jeune Baucher aurait pu être attirée par l’enseignement de Federico Mazzuchelli qui au même moment officiait dans une Académie à Milan. Ce qui n’était qu’une hypothèse fut cependant rapidement considérée comme une certitude par quelques historiens de l’équitation comme Hubert Monteilhet qui n’hésitèrent pas à considérer que Baucher fut l’un des élèves de Mazzuchelli. En fait, la rencontre ne peut pas avoir eu lieu car lorsque le jeune Baucher résida à Milan en 1810, le comte Federico Mazzuchelli était déjà décédé depuis cinq ans.

## Elementi di cavallerizza
Federico Mazzuchelli publie   Elementi di cavallerizza en 1802. Son travail présente plusieurs points intéressants. Tout d'abord, il présente une évolution importante des pratiques équestres italiennes. Il propose un programme précis d’exercices permettant de développer harmonieusement le cheval d’un point de vue physique, ainsi qu'un panel de soins indispensables pour obtenir une bonne disposition de l'animal vis-à-vis du travail ainsi que sa soumission. Désormais, le cheval n’est plus considéré un simple animal ou « une machine » qui doit être soumise à la volonté du cavalier, si besoin par des moyens violents, mais comme un compagnon avec lequel le cavalier entretient une certaine complicité.

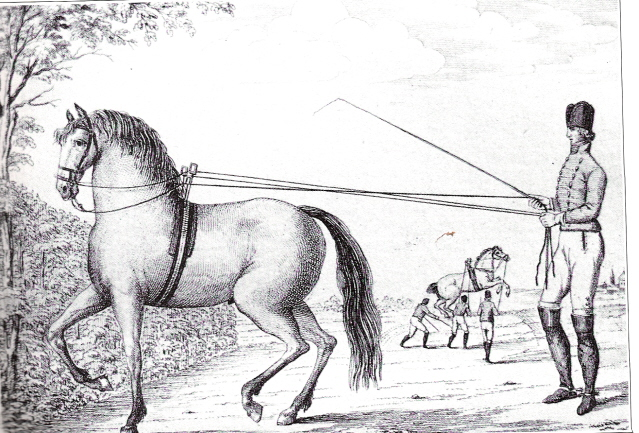
Federigo Mazuchelli.

Son ouvrage commence par une analyse minutieuse de la conformation du cheval et les caractéristiques d’un bon cheval de selle. Il fournit aussi des informations précises sur les soins à apporter à l’animal, depuis l’hygiène jusqu’à la nutrition et la ferrure. Ensuite il présente les étapes du dressage, du débourrage jusqu'aux airs relevés, en suivant une méthodologie très proche de celle du dressage moderne. Il insiste particulièrement sur l’efficacité du travail sur deux pistes pour améliorer l’équilibre, la souplesse des articulations et le développement symétrique de la musculature. Cet ouvrage est agrémenté par de très belles gravures sur cuivre qui illustrent les exercices et présentent le travail au manège. Ces illustrations soulignent le travail « en main », c’est-à-dire avec le cheval non monté mais travaillé par le cavalier et son aide à pied, qui enseignent différents exercices au cheval sans qu’il ait à porter le poids du cavalier. De même ce livre est ’un des premiers à présenter le travail aux longues rênes, avec une bride et un type particulier de caveçon qui s’apparente à un hackamore et qui permet au cavalier de diriger le cheval en se plaçant derrière lui comme s’il était attaché à une charrette. Le chapitre intitulé « comment monter à la manière anglaise et les courses de chevaux en Angleterre » est particulièrement intéressant car il témoigne de l’influence croissante de l’école britannique d’équitation, qui dans les années suivantes se traduira par une véritable anglomanie. Mazzuchelli montre qu’il est ouvert aux innovations venant d’outre-manche, comme l’usage du trot enlevé, mais il les considère surtout utiles pour adapter la pratique équestre à la conformation des chevaux anglais aux membres plus longs et donc mieux appropriés pour les courses que les chevaux de selle utilisés en Europe. Le chapitre concernant « l’équitation adaptée aux femmes » qui décrit l’équitation amazone eut aussi beaucoup de succès. Il fut traduit et imprimé en France en 1827 sous le titre de Petit traité d’équitation à l’usage des dames. Extrait du traité complet de Mazzuchelli (sic).